# Трансмонгольская железная дорога
Трансмонго́льская железная дорога (монг. Транс-Монголын төмөр зам) проходит через столицу Монголии — город Улан-Батор, и соединяет российский город Улан-Удэ (на Транссибирской магистрали) с китайским городом Цзинин (и далее — Пекином).
Основные остановочные пункты в Монголии: Сухэ-Батор, Дархан, Чойр, Сайншанд, Замын-Ууд; в Китае — Эренхот (Эрен-хото) (пограничная станция, где происходит смена колёсных пар в связи с переменой ширины колеи).
От магистрали есть ответвления, ведущие к Эрдэнэту, Шарынголу, Баганууру, Бор-Ундеру и Цююнбаяну. Протяжённость дороги — 2215 км.

## История
Железные дороги в Монголии появились в 1938 году. Строительство Трансмонгольской магистрали началось в 1947 году от станции Наушки (СССР, станция ВСЖД), куда от Улан-Удэ в 1939 году была проложена южная ветка от Транссиба. До этого в Монголии существовали открытая в 1938 году 43-километровая ветка, соединявшая угольные шахты в Налайхе со столицей; и использовавшаяся только для перевозки грузов 236-километровая ветка, соединявшая Борзю (СССР, станция ЗабЖД) с Баян-Туменом (совр. Чойбалсан) на северо-востоке страны (открыта в 1939 году).
Строительство железнодорожной линии от Наушки до Улан-Батора было отложено из-за Второй мировой войны и завершено в ноябре 1949 года. Советский Союз, Монголия и Китайская Народная Республика договорились продлить линию от Улан-Батора до Цзинина в Китае.
Регулярное сообщение от Наушек до Улан-Батора началось 23 декабря 1950 года, а к китайской границе линия подошла в 1955 году, и с января 1956 года открылось прямое железнодорожное сообщение до Пекина.
В 1958 году железная дорога перешла на тепловозную тягу и автоматическую сигнализацию. В 1963 году были построены ответвления к угольным шахтам в Шарынголе (63 км (39 миль)) и в Баганууре в 1982 году (85 км), медному руднику в Эрдэнэте в 1975 году (164 км), руднику плавикового шпата в Бор-Ондоре в 1987 году (60 км) и нефтеперерабатывающему заводу в Цююнбаяне (63 км ).
В 2022 году была открыта линия, соединяющая ответвление в Цююнбаяне с Ханги на китайской границе. Ожидается, что линия восток–запад, соединяющая Цююнбаян с угольными шахтами в Таван Толгой (также соединена с китайской границей в 2022 году), откроется к концу 2023 года.

## Функционирование
Дорога в Монголии, в основном, однопутная, в Китае — двухпутная. Для увеличения надёжности большинство составов возглавляются двумя локомотивами.
Поскольку на территории Монголии ширина колеи такая же, как в России (1520 мм), а в Китае — 1435 мм, то при пересечении китайской границы поездам должны быть заменены колёсные пары. Эта процедура производится в Эрэн-Хото и, вместе с таможенным досмотром, может занимать несколько часов.
1810 километров железной дороги в Монголии (по состоянию на 2017 год) находятся в управлении российско-монгольской Улан–Баторской железнодорожной компании (монг. Улаанбаатар төмөр зам ХНН, УБТЗ) с капиталом 50/50.

## Галерея

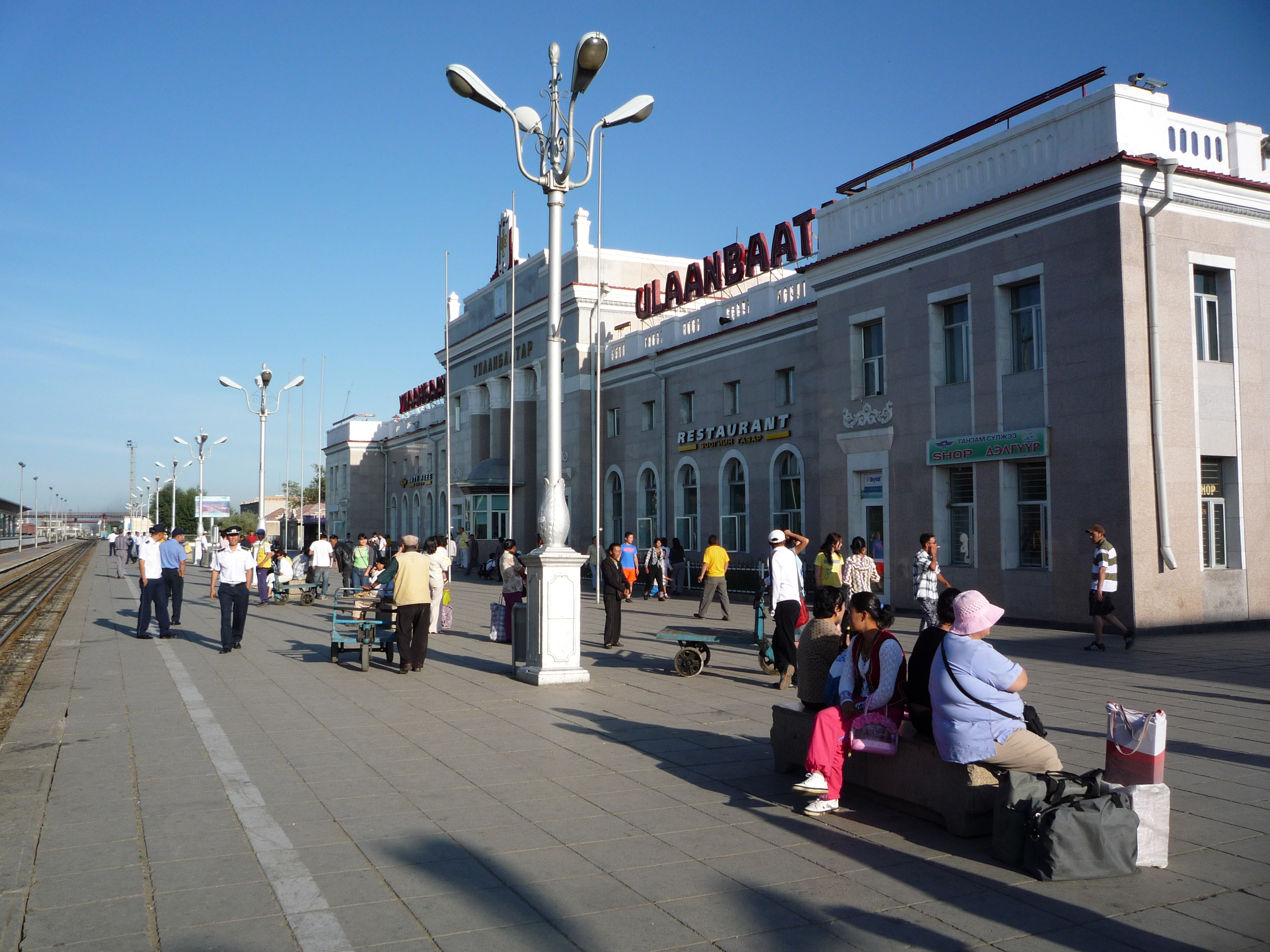
Железнодорожный вокзал Улан-Батора
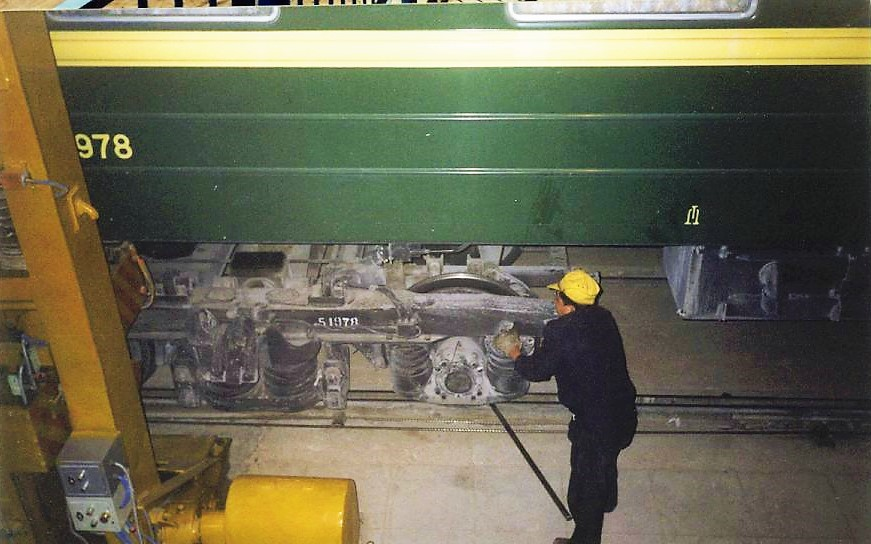
Замена колёсных пар на монгольско-китайской границе
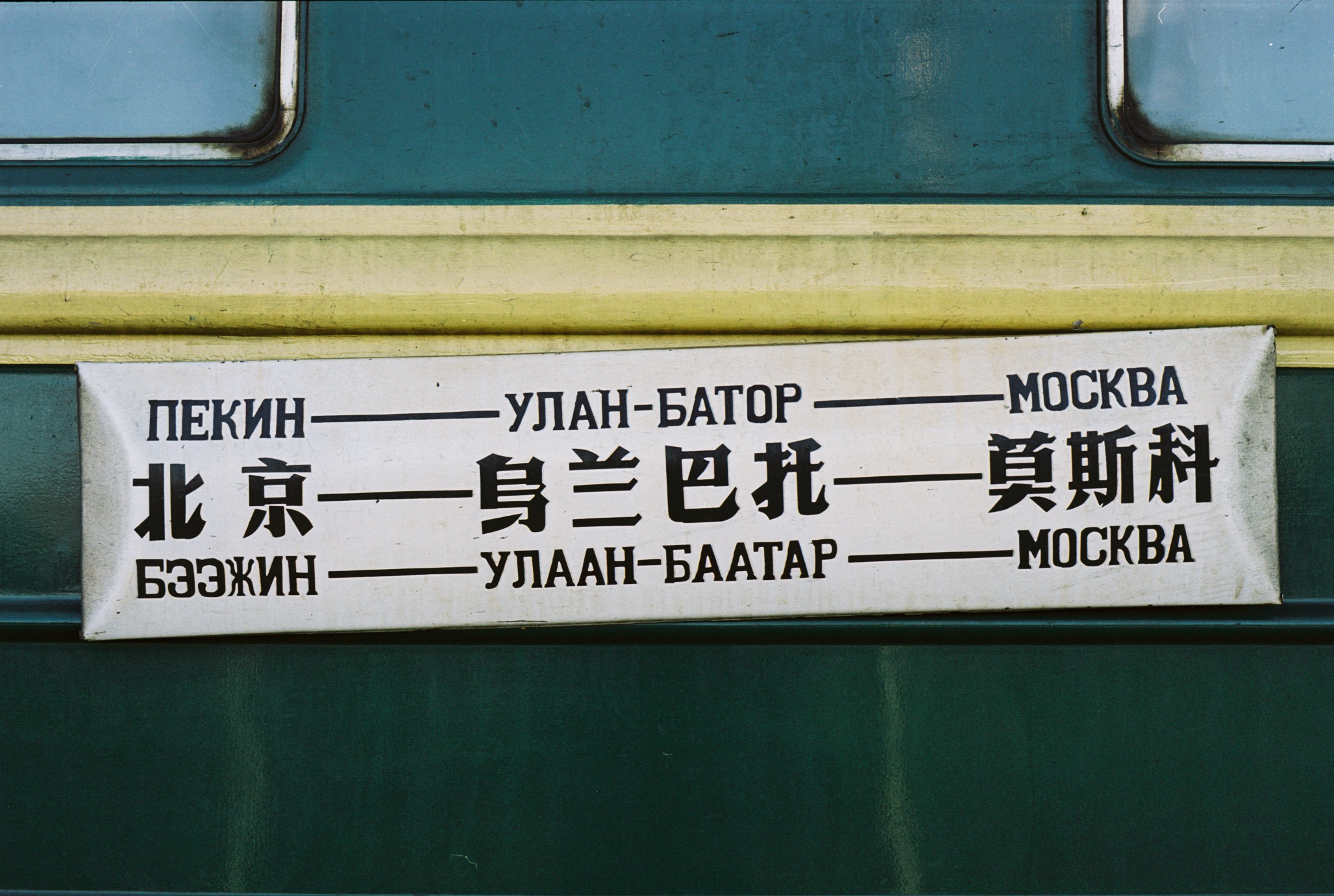
Табличка на трёх языках на поезде «Пекин — Улан-Батор — Москва»
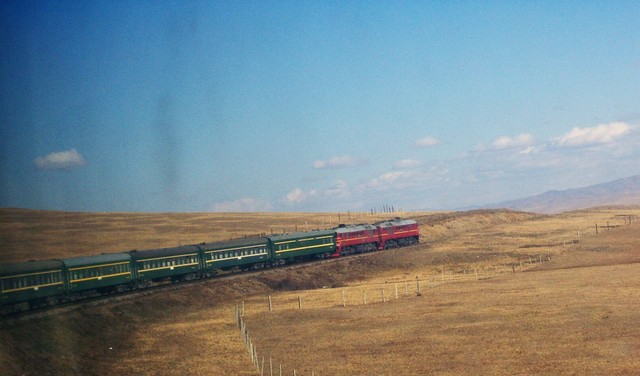
Трансмонгольская железная дорога в пустыне Гоби

## Награды
- Орден Трудового Красного Знамени (Монголия)
- Герой Труда Монголии (1 августа 2024 года)[6]